# Kostreši Šaški
Kostreši Šaški is een plaats in de gemeente Sunja in de Kroatische provincie Sisak-Moslavina. De plaats telt 125 inwoners (2001).